# Togoparadijswida
De Togoparadijswida (Vidua togoensis) is een vogel uit de familie van de Viduidae.

## Verspreiding en leefgebied
Deze soort komt voor in westelijk Afrika, met name van Sierra Leone tot Ivoorkust, Ghana, Togo en Kameroen.